# 노래의 날개 위에 (KBS대구방송총국)
노래의 날개 위에는 KBS대구FM에서 방송되는 성악곡 전문프로그램이다. 2021년 8월 29일 자로 17년만에 폐지되었다.

## 진행자
- 송현주 아나운서 (여) (2004년 10월 18일 ~ 2021년 8월 29일)

## 주파수 안내
- 대구, 경주, 구미, 김천 FM 89.7㎒
- 안동, 영주, 문경, 예천, 봉화, 청송, 상주, 의성, 청송, 영양 FM 88.1㎒
- 포항, 경주, 영덕, 울진 FM 93.5㎒
- 울릉 FM 94.1㎒

## 요일별 코너
- 월요일 : 악기의 세계
- 화요일 : 공연 실황 속으로
- 수요일 : 스튜디오 음악회
- 목요일 : 벨라보체
- 금요일 : 안녕하세요 우성규입니다, 안녕하세요 박성미입니다 (격주 편성) / 그대를 위해
- 토요일, 일요일 : 오늘의 음반